# Улица Братьев Кашириных (Челябинск)
У́лица Бра́тьев Каши́риных — одна из самых протяжённых улиц в Челябинске, названа в честь командиров красных казаков Н. Д. Каширина и И. Д. Каширина. Улица проходит на расстоянии около 500 м параллельно реке Миасс по её левому берегу.

## Расположение
Улица идёт с востока на запад, начинается от набережной реки Миасс и заканчивается в районе Тополиной аллеи. Участок от набережной Миасса до улицы Косарева был включён в состав улицы Братьев Кашириных в конце 1990-х годов, после завершения строительства в 1998 году транспортной развязки со Свердловским проспектом и строительства дороги на бывших пустырях. Участок улицы в Калининском районе (район Тополиной аллеи), проходящий далее улицы Салавата Юлаева, начал застраиваться в начале 2000-х годов.

## Транспорт
Улица несёт большую транспортную нагрузку, она связывает центр города и проходит по южной части крупнейшего в городе жилого северо-западного массива. Имеет от 10 до 6 полос для движения.
По улице курсирует общественный транспорт: автобус, маршрутное такси, троллейбус. Восточную часть улицы пересекает трамвайная линия.

## Виды улицы Братьев Кашириных в пределах строящегося транспортного кольца

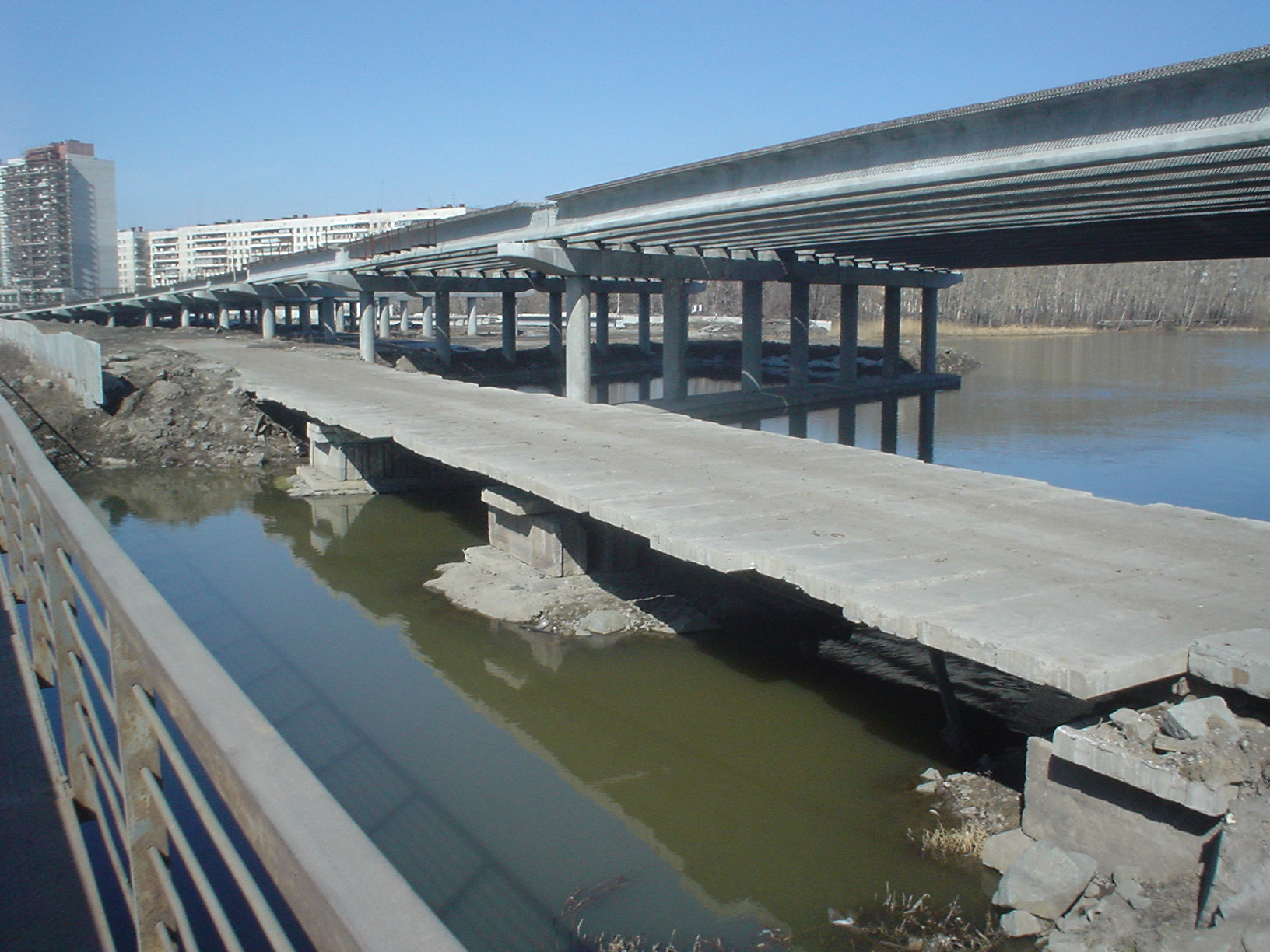
Стройплощадка мостовой развязки через реку Миасс на улице Братьев Кашириных
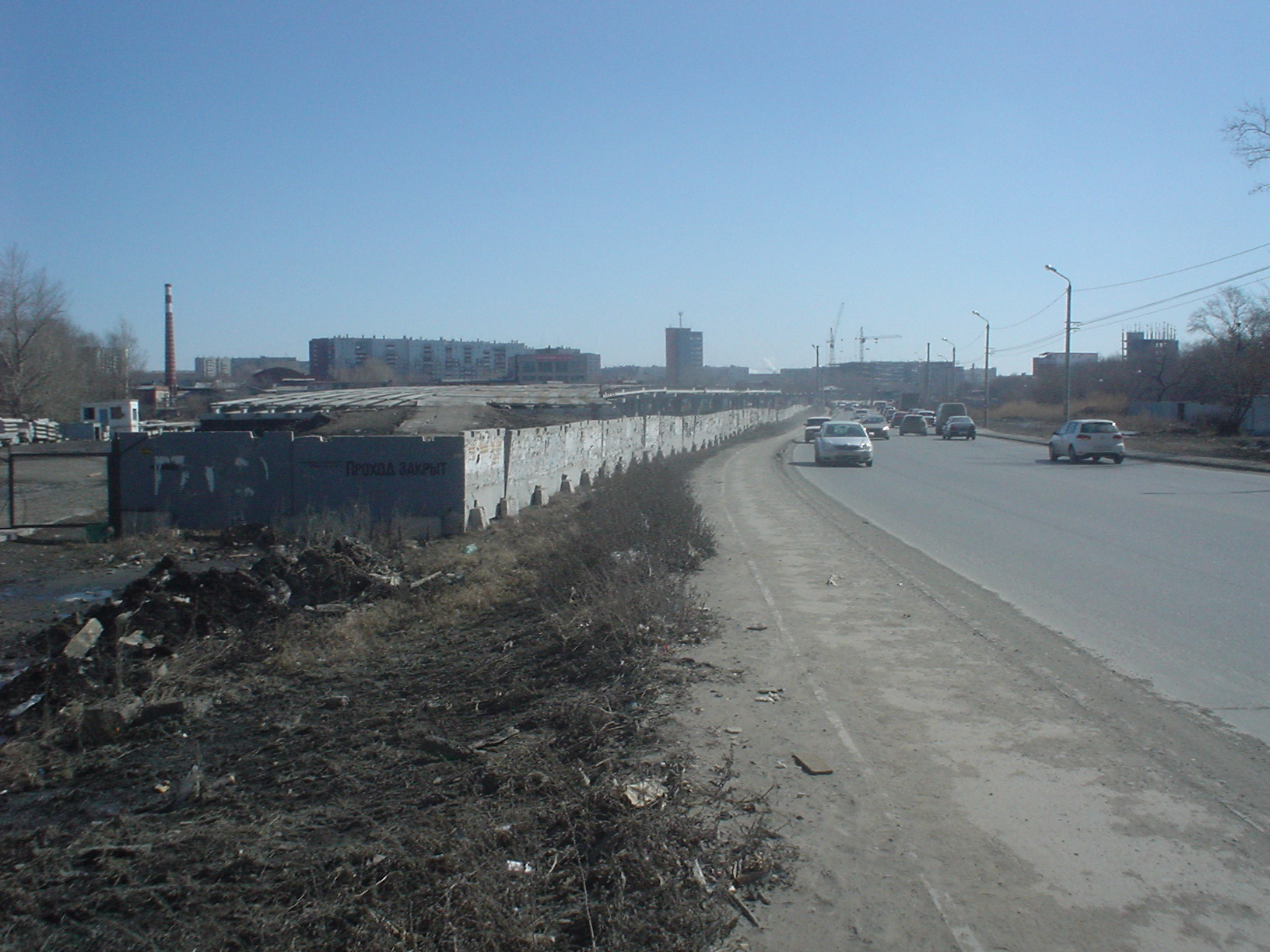
Вид на будущую развязку Кашириных-Российская-Труда-Свободы, справа дорога по временному металлическому мосту
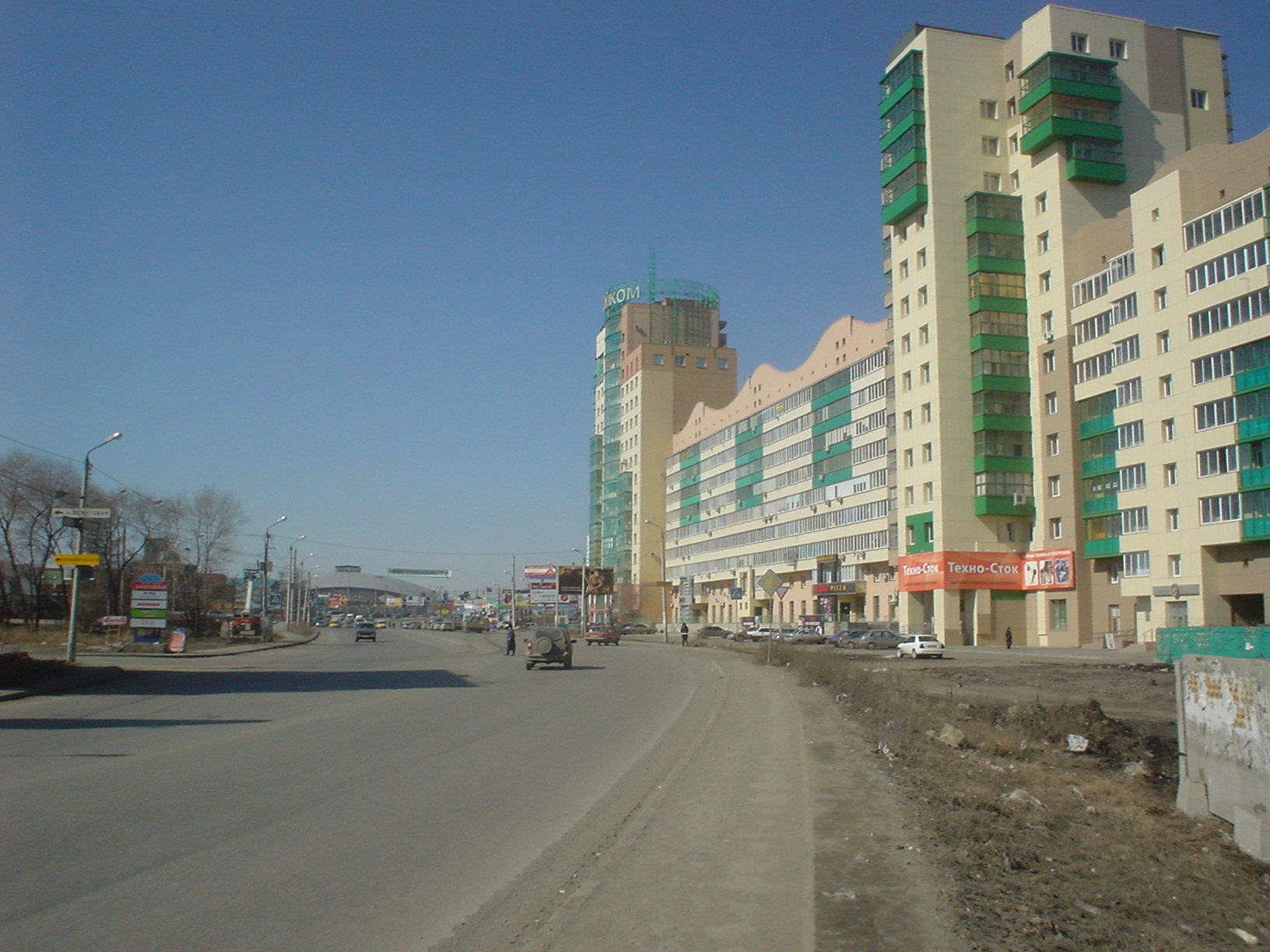
Действующий участок транспортного кольца: вид от реки в сторону Торгового центра
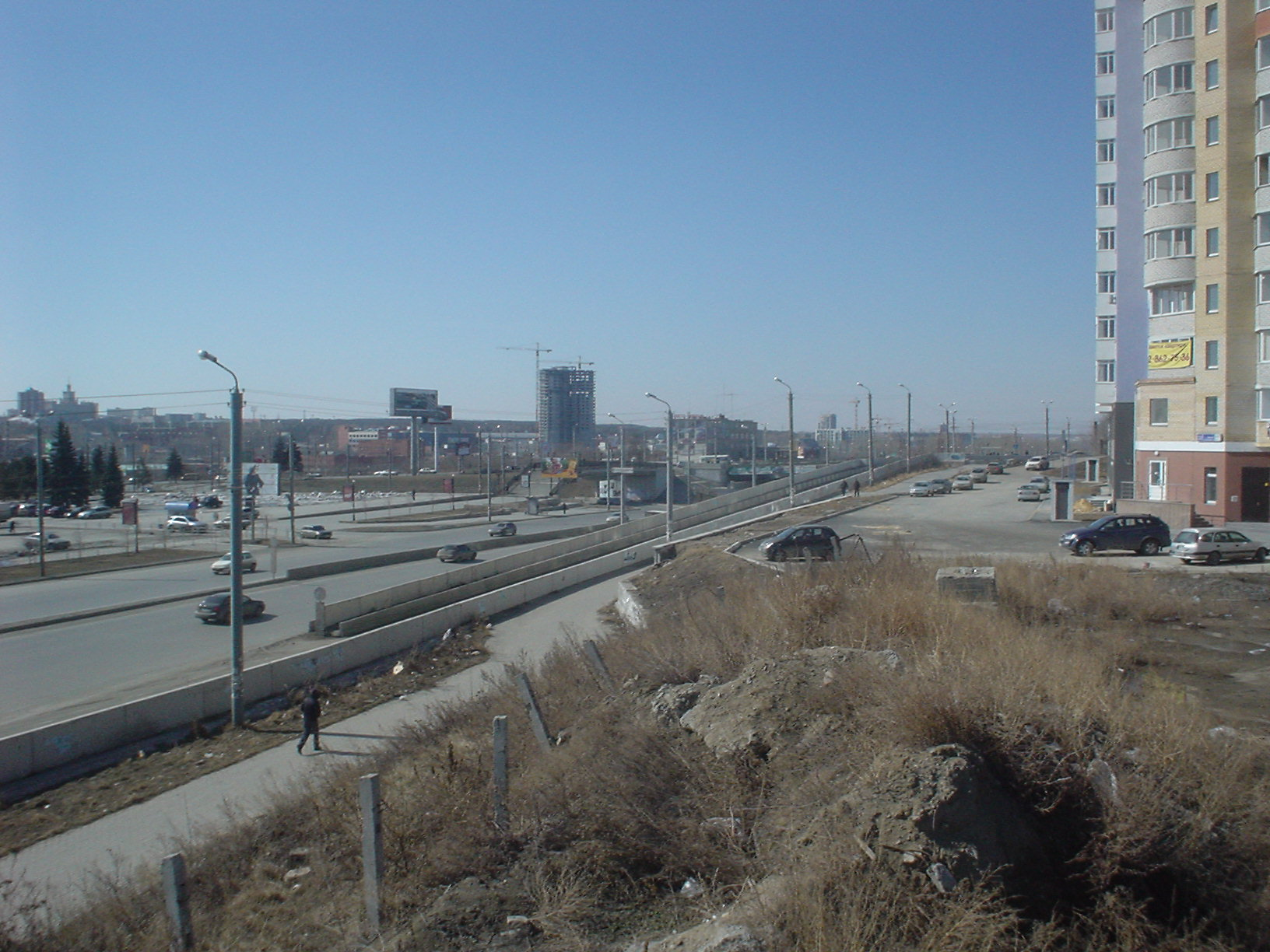
Mногоуровневая развязка Кашириных—Свердловский
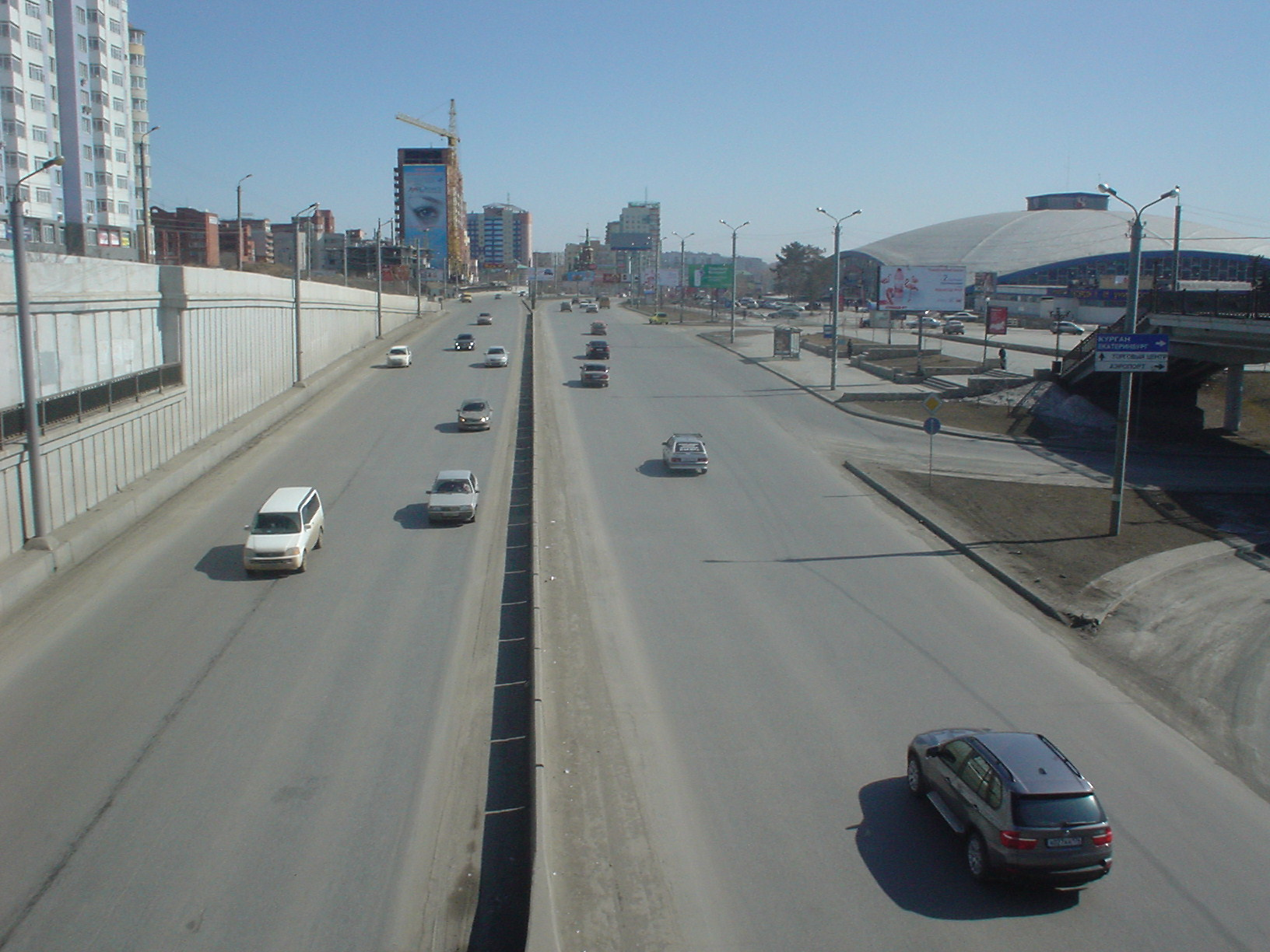
Действующий участок транспортного кольца: улица Бр. Кашириных возле Торгового центра
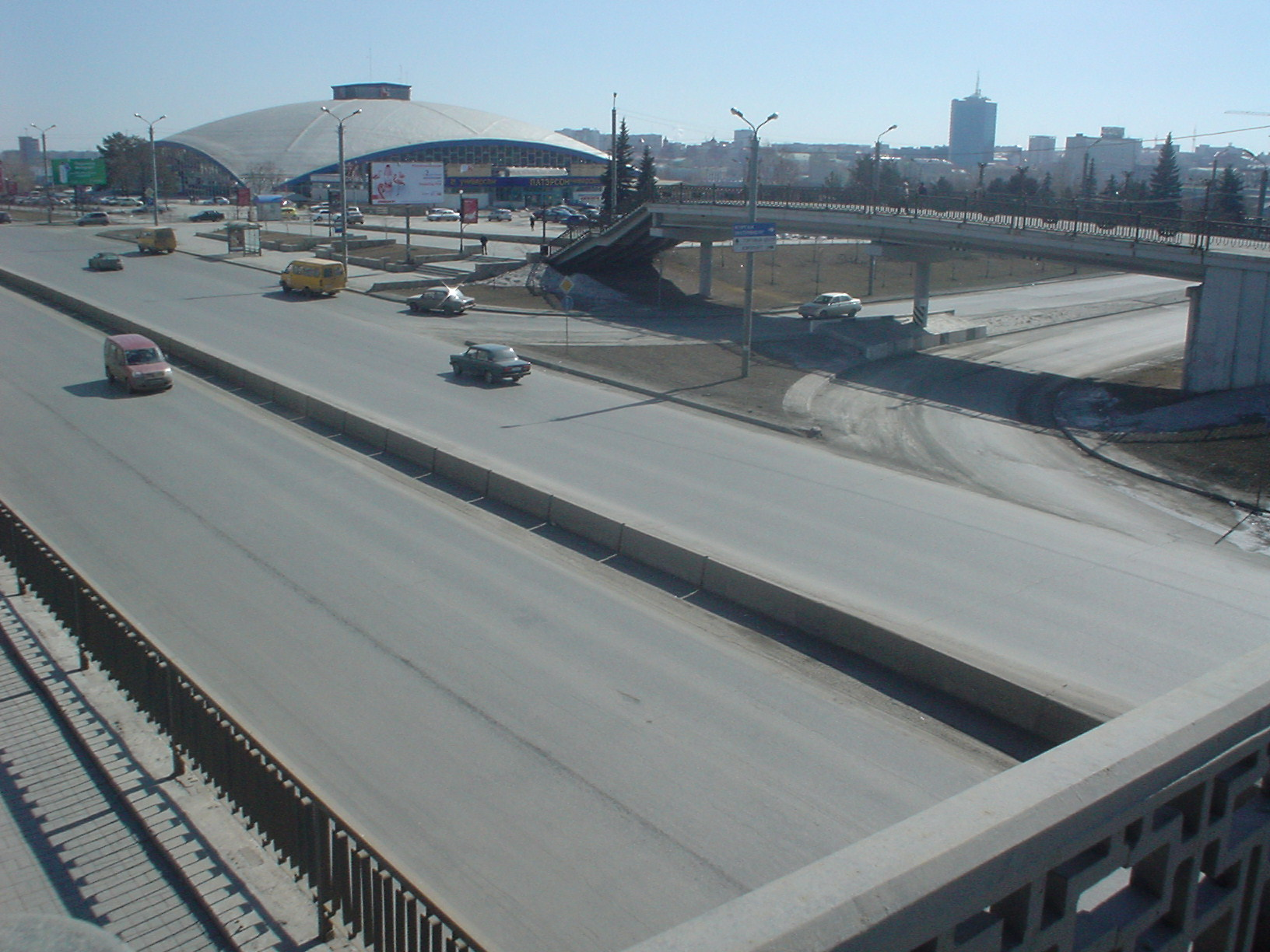
Выезд со Свердловского проспекта на транспортное кольцо
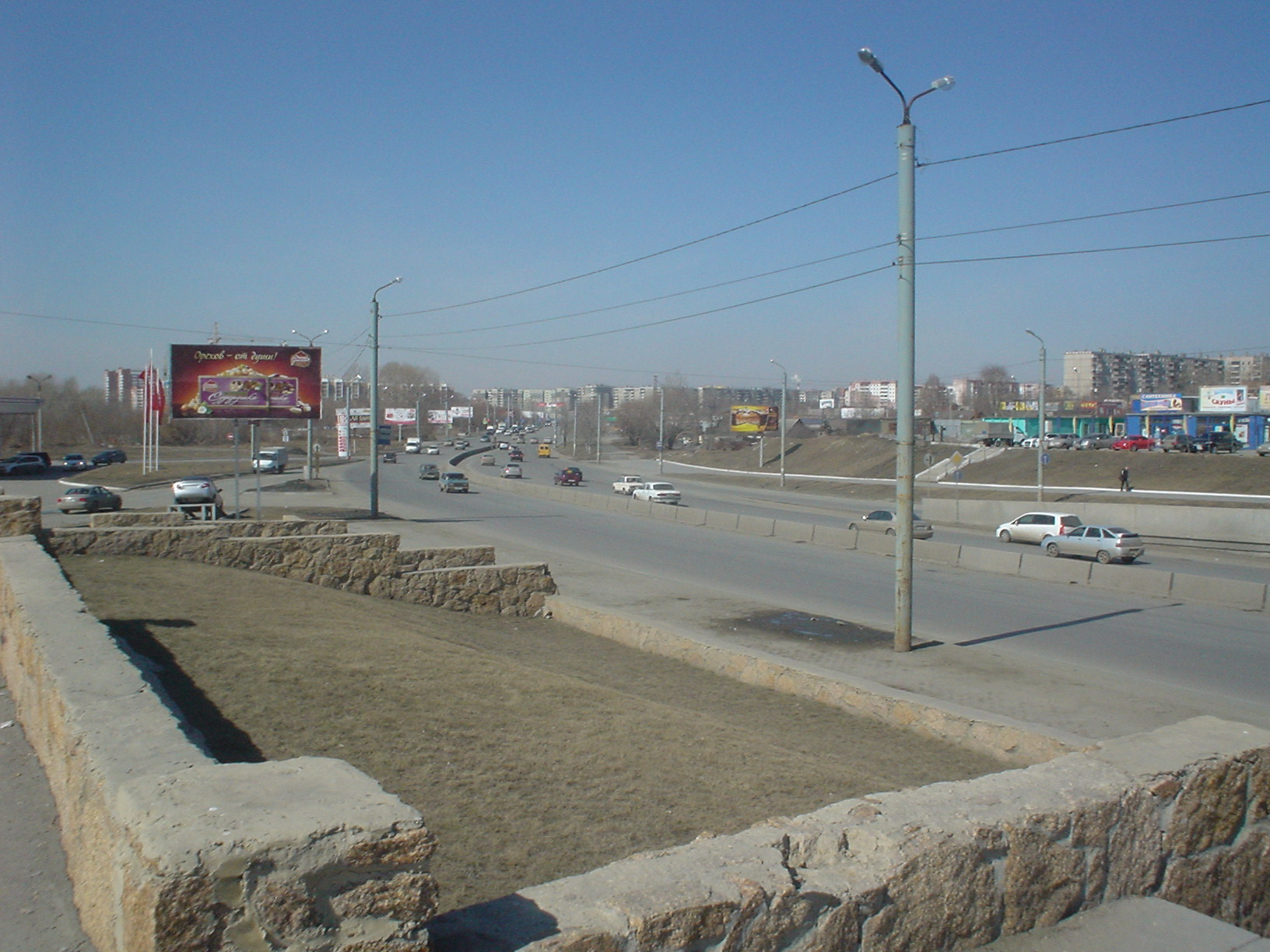
Северо-западный угол транспортного кольца — впереди перекресток Кашириных—Краснознамённая
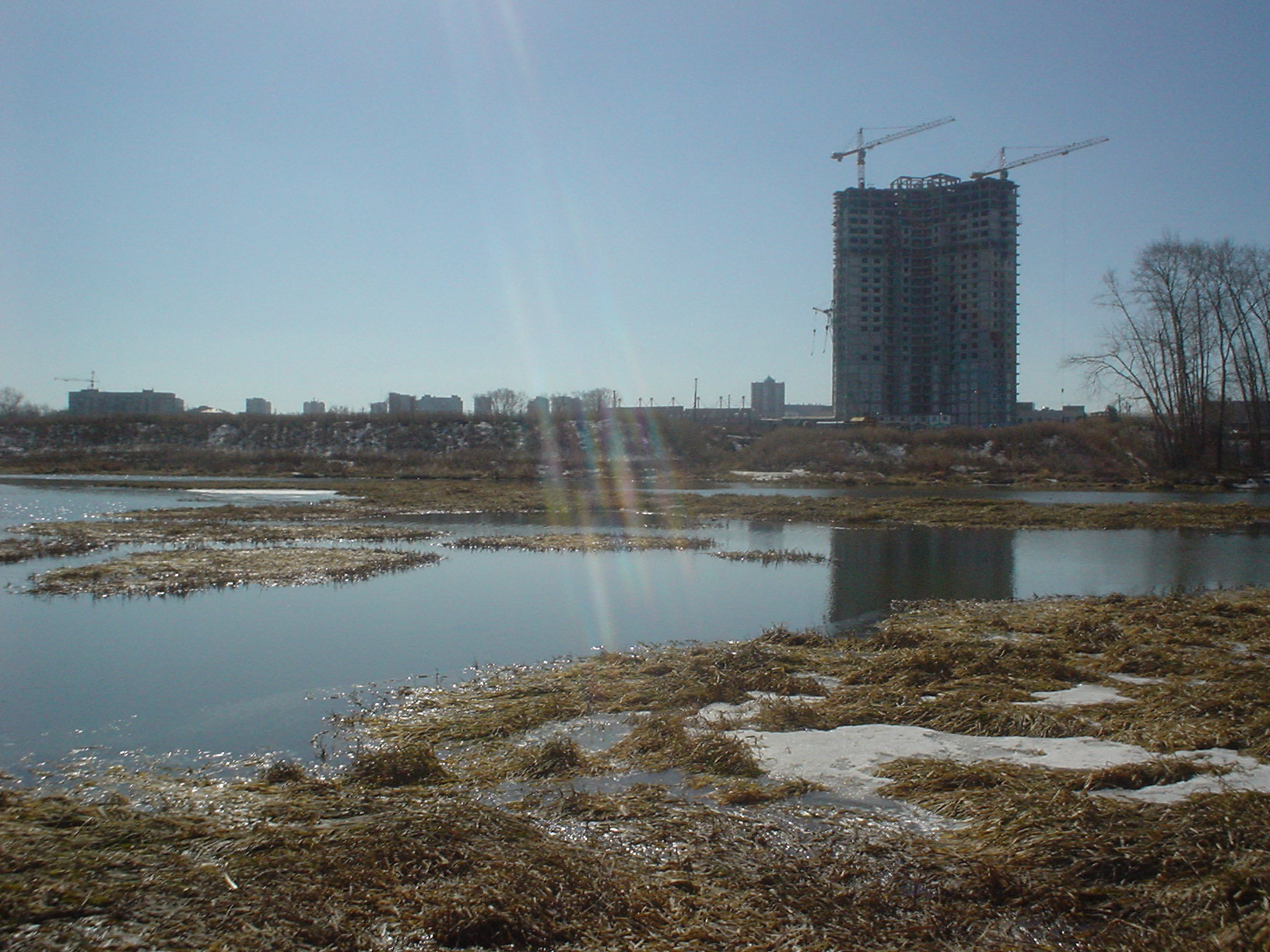
Вид из Заречья в сторону микрорайона Западный луч на место будущего моста Кашириных—Энгельса